# Pycnogaster inermis
Pycnogaster inermis är en insektsart som först beskrevs av Jules Pièrre Rambur 1838.  Pycnogaster inermis ingår i släktet Pycnogaster och familjen vårtbitare. Inga underarter finns listade i Catalogue of Life.